# Hoplismenus rufipes
Hoplismenus rufipes är en stekelart som först beskrevs av Cameron 1904.  Hoplismenus rufipes ingår i släktet Hoplismenus och familjen brokparasitsteklar. Inga underarter finns listade i Catalogue of Life.